# Jiří Konopásek
Jiří Konopásek (* 16. dubna 1946) v Praze je bývalý československý basketbalista a trenér. Je zařazen na čestné listině zasloužilých mistrů sportu.
Byl hráčem družstva Slavia VŠ Praha (1964-1978), s nímž byl šestkrát mistrem a pětkrát vicemistrem Československa. V sezóně 1973-1974 hrál za tým Rudá hvězda Pardubice a získal další titul vicemistra. V československé basketbalové lize hrál celkem 14 sezón a zaznamenal 1503 bodů. V sezóně 1975/76 byl zařazen do nejlepší pětice hráčů československé ligy.
S týmem Slavia VŠ Praha startoval v Poháru evropských mistrů, čtyřikrát se probojovali do semifinále a skončili na druhém místě v roce 1966 (ve finále podlehli italskému Simmenthal Miláno 72-77), na třetím místě v roce 1967, v letech 1970 a 1971 byli v semifinále vyřazeni od CSKA Moskva. V roce 1968 hráli ve finále soutěže FIBA - Pohár vítězů národních pohárů a v Athénách před 65 tisíci diváků prohráli s AEK Athény, Řecko 82-89. V roce 1969 tento pohár tým vyhrál po výhře ve Vídni nad Dynamo Tbilisi (Gruzie) 80-74. 
Za československou basketbalovou reprezentaci hrál na Olympijských hrách 1972 v Mnichově (8. místo) a 1976 v Montréalu (6. místo), když si vybojovali účast na OH v předolympijské kvalifikaci (2x 2. místo). Dále hrál na Mistrovství světa v roce 1970 v Lublani (6. místo) a na třech Mistrovství Evropy - 1969 Neapol, Itálie (3. místo), 1971 Essen, Německo (5. místo), 1977 Lutych, Belgie (3. místo) a získal na nich dvě bronzové medaile. Za reprezentační družstvo Československa v letech 1969-1978 odehrál celkem 178 zápasů, z toho 49 utkání v oficiálních soutěžích FIBA, v nichž zaznamenal 135 bodů.
Po skončení hráčské kariéry se věnoval trenérské a pdedagocické činnosti. V roce 2014 byl uveden do Síně slávy České basketbalová federace.

## Sportovní kariéra

### Hráč klubů
- 1964-1973 Slavia VŠ Praha, 6x mistr (1965, 1966, 1969-1972), 3x vicemistr (1967, 1968, 1973)
- 1973-1974 Rudá hvězda Pardubice - 1x vicemistr (1974)
- 1974-1978 Slavia VŠ Praha - 2x vicemistr (1976, 1977), 2x 3. místo (1975, 1978)
- Československá basketbalová liga celkem 14 sezón (1964-1978) a 1503 bodů
  - 6x mistr Československa (1965, 1966, 1969 až 1972), 6x vicemistr: (1967, 1968, 1973, 1974, 1976, 1977), 2x 3. místo: 1975, 1978)
  - 1x v nejlepší pětce sezóny "All stars" v sezóně 1975/76

- Pohár evropských mistrů - Slavia VŠ Praha
  - 1965/66: v semifinále AEK Athens (GRE) 103-73, ve finále prohra s Olimpia Miláno 72-77
  - 1966/67: v semifinále prohra s Olimpia Miláno 97-103, o 3. místo výhra nad Olimpija Lublaň 88-83
  - 1969/70: v semifinále prohra s CSKA Moskva 79-107, 75-113
  - 1970/71: v semifinále prohra s CSKA Moskva 83-68, 67-94
  - 1971/72, 1972/73, 1974/75: účast ve čtvrtfinálové skupině

- - Pohár vítězů pohárů (PVP) - Slavia VŠ Praha
  - 1967/68: v semifinále Vorwärts Lipsko 58-57, 98-76, ve finále před 65 tisíci diváků prohra s AEK Athény 82-89
  - 1968/69: v semifinále Olimpija Lublaň (SLO), 83-76, 82-61, ve finále ve Vídni výhra nad BK Dinamo Tbilisi (GRU) 80-74
  - 1976/77 čtvrtfinálová skupina, 1975/76 a 1977/78 osmifinále

### Československo
- Za reprezentační družstvo Československa v letech 1969-1977 hrál celkem 178 zápasů, z toho na 8 světových a evropských soutěžích ve 49 zápasech zaznamenal 135 bodů.

- Předolympijská kvalifikace - 1972 Holandsko (19 bodů /9 zápasů) 2. místo a postup na OH, 1976 Kanada (22 /8) 2. místo a postup na OH

- Olympijské hry - 1972 Mnichov (8 bodů /7 zápasů), 8. místo, 1976 Montréal (20 /7) 6. místo

- Mistrovství světa - 1970 Lublaň (7 bodů /5 zápasů) 6. místo

- Mistrovství Evropy - 1969 Neapol (42 bodů /5 zápasů) 3. místo, 1971 Essen Německo (16 /4) 5. místo, 1977 Lutych, Belgie (2 /3) 3. místo
  - Na třech Mistrovství Evropy 2x bronzová medaile a celkem 59 bodů ve 12 zápasech

## Trenér
- Slavia VŠ Praha
- 1990-1991 Sparta Praha asistent trenéra

## Knihy
- Emil Velenský, Zdeněk Nádvorník, Ladislav Říha, Jiří Konopásek, Michael Velenský : BASKETBAL, Československý svaz tělesné výchovy, Český ústřední výbor, Sportpropag, 1988, 52s